# Bethylus
Bethylus  (лат.) — род мелких ос из семейства Bethylidae.

## Распространение
Голарктика. В Северной Америке 2 вида (Bethylus amoenus Fouts, 1928 и Bethylus decipiens Provancher, 1887), которые встречаются от Калифорнии и Колорадо до Канады и Аляски. Для СССР указывалось около 10 видов.
По данным каталога перепончатокрылых России (2017) в мире более 34 вида, в Палеарктике 29, в России 2 вида.

## Описание
Мелкие осы длиной менее 5 мм, как правило чёрные. Усики 12-члениковые. Максиллярные щупики 5-члениковые, лабиальные щупики 2-члениковые. Мандибулы с 4-5 апикальными зубцами. Крылатые, брахиптерные и микроптерные формы.

## Биология
Паразитоиды. В качестве жертв для откладки яиц используют гусениц представителей отряда Чешуекрылые, в том числе, из семейств Tortricidae, Gelechiidae, Noctuidae.

## Систематика
Около 30 видов.
- Bethylus amoenus  Fouts, 1928
- Bethylus apteryx  Kieffer 1905
- Bethylus boops  (Thomson, 1861) (=Anoxus boops)
- Bethylus cenopterus  (Panzer, 1801) (=Tiphia cenopterus)
- Bethylus cephalotes  (Foerster, 1860) (=Perisemus cephalotes)
- Bethylus coniceps  (Kieffer, 1904) (=Perisemus coniceps)
- Bethylus decipiens  Provancher, 1887
- Bethylus dendrophilus
- Bethylus dubius
- Bethylus formicarius (Panzer, 1806) (=Ceraphron formicarius)
- Bethylus fuscicornis
- Bethylus fuscipennis
- Bethylus gestroi
- Bethylus hemipterus
- Bethylus hyalinus
- Bethylus latus
- Bethylus linearis
- Bethylus lineatus
- Bethylus mandibularis
- Bethylus nitidus
- Bethylus nudipennis
- Bethylus paradoxus
- Bethylus pilosus
- Bethylus punctatus
- Bethylus ruficornis
- Bethylus rufipes
- Bethylus struvei
- Bethylus tenuis